# Алияга (посёлок)
Алияга (укр. Аліяга; до 2025 годах — Новохолмское) — посёлок, относится к Арцизскому району Одесской области Украины.
Население по переписи 2001 года составляло 123 человека. Население по данным 2025 года составляет 98 человек. Почтовый индекс — 68414. Телефонный код — 4845. Занимает площадь 1,1 км². Код КОАТУУ — 5120486402.

## Население и национальный состав
По данным переписи населения Украины 2001 года распределение населения по родному языку было следующим (в % от общей численности населения):
По Холмскому сельскому совету: украинский — 4,50 %; русский — 4,33 %; белорусский — 0,03 %; болгарский — 89,46 %; гагаузский — 0,60 %; молдавский — 0,81 %.
По селу Холмское: украинский — 3,68 %; русский — 3,08 %; белорусский — 0,04 %; болгарский — 91,46 %; гагаузский — 0,63 %; молдавский — 0,84 %.
По поселку Новохолмское: украинский — 23,58 %; русский — 33,33 %; болгарский — 43,09 %.

## Местный совет
68443, Одесская обл., Арцизский р-н, с. Холмское, ул. Школьная, 37